# 郭鋆
郭鋆（1498年—1563年），字允重，號一泉，山西省澤州高平縣人，明朝政治人物。嘉靖壬辰進士，官至工部左侍郎。

## 生平
由國子生中式正德十四年（1519年）山西鄉試第五名舉人，嘉靖十一年（1532年）壬辰科会试第四名，第三甲第一百一十六名進士。觀戶部政，初授行人司行人，十四年十一月选授工科給事中，十六年十月升礼科右，十七年十二月升刑科左，十八年升戶科都給事中，多有建白。二十一年三月升太常寺少卿、提督四夷館，二十三年六月丁母忧。服阕，二十七年正月復除原职，二十八年二月升南京光祿寺卿，十一月升順天府府尹，二十九年十二月升南京大理寺卿，三十年十一月改北大理寺卿，三十一年十一月官至工部右侍郎，三十三年三月升本部左侍郎，三十五年三月致仕。四十二年八月卒。

## 著作
有《一泉稿》。

## 家族
曾祖郭質，知州；祖郭定，知州；父郭坤（1465年-1526年），字崇載，领弘治二年己酉乡荐，任陕西蓝田知县，升霸州知州。母王氏（1466年-1544年），封太宜人。兄鑾（貢士），弟釜；鎜（貢士）；鑒；金；鎣；鋈，子治己；治統（郎中）。弟郭鉴，嘉靖十四年进士，官户部郎中。